# Arnold von Bruck
Arnold von Bruck, flamski skladatelj, * 1480, Brugge, † 6. februar 1554, Linz.
1. 1 2 3  MGG Online — Bärenreiter-Verlag, 2016.
2. 1 2 3  Grove Music Online — OUP.
3. ↑  SNAC — 2010.